# Drosophila pseudoobscura
Drosophila pseudoobscura är en tvåvingeart som beskrevs av Frolova 1929. Drosophila pseudoobscura ingår i släktet Drosophila och familjen daggflugor.

## Utbredning
Artens utbredningsområde sträcker sig från British Columbia till Kalifornien och Texas.

## Parning
Hannar hos D. pseudoobscura producerar två olika typer av spermier, en fertil och en infertil typ. De infertila spermierna skyddar de fertila från att förstöras av honans kropp efter parning. Detta är en form av sexuell konflikt där honan försöker kontrollera vilken partner som befruktar hennes ägg och där en mekanism som motverkar detta utvecklats hos hannen.